# Lingreville
Lingreville är en kommun i departementet Manche i regionen Normandie i norra Frankrike. Kommunen ligger i kantonen Montmartin-sur-Mer som tillhör arrondissementet Coutances. År 2019 hade Lingreville 1 019 invånare.

## Befolkningsutveckling
Antalet invånare i kommunen Lingreville
| Referens: INSEE |